# 料理をする女性 (ストロッツィ)
『料理をする女性』（りょうりをするじょせい、英: Woman Cooking）、または『料理人』（りょうりにん、伊: La Cuoca、英: The Cook）は、17世紀イタリア・バロック期のジェノヴァの画家ベルナルド・ストロッツィが1625年ごろ、キャンバス上に油彩で制作した風俗画である。現在、ジェノヴァのストラーダ・ヌオーヴァ美術館群に属すパラッツォ・ロッソに所蔵されている。ストロッツィの死に際し、様々に異なる点のある第2ヴァージョンが工房に遺されていたが、近年発見され、2004年に芸術基金の援助でエジンバラにあるスコットランド国立美術館が購入して以来、同美術館に所蔵されている。

## 作品
ストロッツィは、1620年代に一群の風俗画を制作した。当時、日常生活を描いた場面はイタリア絵画では比較的新しいもので、ストロッツィが描いた召使、羊飼い、田舎の音楽家たちはこの新しいジャンルに大いに貢献をした。
ジェノヴァのヴァージョンは、最初に1683年の記録文書に登場する。この文書は、作品を「プレーテ・カップチーノ (Ptete Cappuccino) による動物と立ち姿の料理する女性」の題名で記載している、1683年のジョ・フランチェスコ１世ブリニョーレ＝サーレ (Gio. Francesco I Brignole) の財産目録である。18世紀末、作品はパラッツォ・ロッソに掛けられていたことが記録されているが、この宮殿とそこに所蔵されていた美術作品は、1874年にマリーア・ブリニョーレ・サーレ・デ・フェラーリ公爵夫人によりジェノヴァ市に寄贈された。
画中の女性は、鴨の羽根をむしり取っている。作品の題名に反して、描かれている女性は実際には料理人というより召使、またはメイドである。貴重な銀の皿は作品が貴族の館に設定されていることを示しているが、当時の料理人はすべて男性で、女性の厨房での仕事は鳥の羽根をむしり取ることなどだけであった。
作品の主題は、すでにジェノヴァで知られていたフランドルのピーテル・アールツェンとヨアヒム・ブーケラールの厨房作品に由来する。風俗画という主題はデ・フェラーリの時代の絵画のヒエラルキーでは低いものとされたであろうが、現在、『料理をする女性』はストロッツィの傑作と見なされており、同時代のイタリア・バロック絵画と多くの共通点を持っている。ちなみに、作品を五感の寓意、あるいは四大元素の寓意と解釈する見方もあるが、これは多数派の見解ではない。
なお、ジェノヴァの作品では画面左側に火にかけられている大鍋が表されている。エジンバラの作品では同位置の絵具の下にその痕跡が見えており、ストロッツィが当初、大鍋を描きこむつもりであったものの、最終的には削除したことを示している。